# جوزپه ماتسوئولی

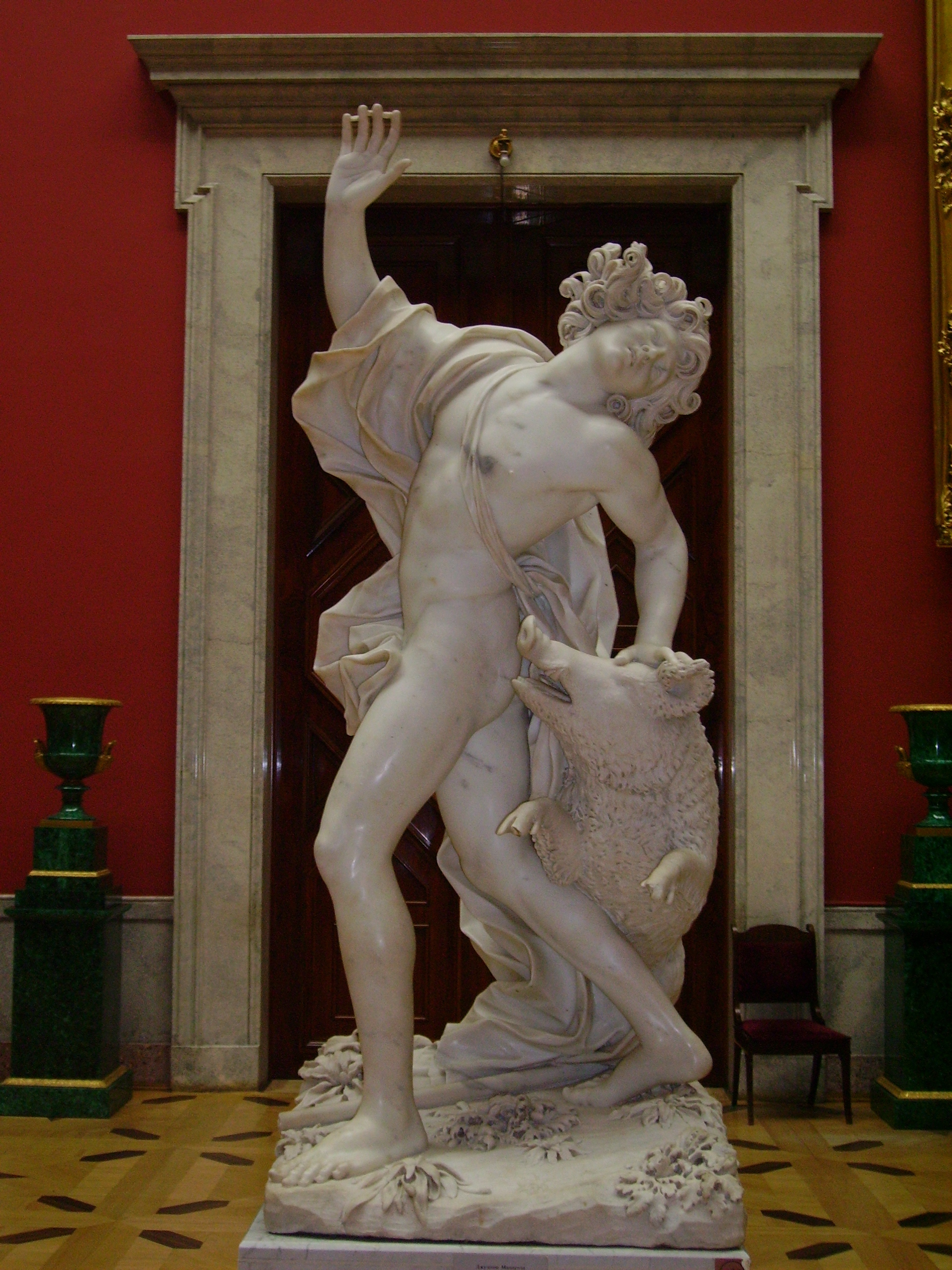
مرگ آدونیس، اثر جوزپه ماتسوئولی، ۱۷۰۹ (موزه ارمیتاژ)

جوزپه ماتسوئولی (ایتالیایی: Giuseppe Mazzuoli؛ ‏ ۵ ژانویهٔ ۱۶۴۴ – ۷ مارس ۱۷۲۵) مجسمه‌ساز سبک باروک اهل ایتالیا بود. وی پیکرتراشی را در سیه‌نا آموخت اما بیشتر عمر حرفه‌ای خود را در رم گذراند و در این شهر او به آتلیه ارکوله فراتا راه یافت و در آنجا تنها شاگرد ملکیوره کافا شد و البته با فراتا هم همکاری داشت. همچون فراتا، او نیز به‌طور پی‌در پی توسط جان لورنتسو برنینی به همکاری دعوت می‌شد تا در پروژه‌های بزرگ به او کمک کند.